# Кастельфорте
Кастельфорте (итал. Castelforte) — коммуна в Италии, располагается в регионе Лацио, подчиняется административному центру Латина.
Население составляет 4254 человека, плотность населения составляет 147 чел./км². Занимает площадь 29 км². Почтовый индекс — 04021. Телефонный код — 0771.
Покровителями коммуны почитаются Пресвятая Богородица (Maria SS Addolorata) и святой Иоанн Креститель. Праздник ежегодно празднуется 16 сентября.